# Willi Eichler
Pour les articles homonymes, voir Eichler.
Willi Eichler (né le 7 janvier 1896 à Berlin, mort le 17 octobre 1971 à Bonn) est un journaliste allemand, résistant au nazisme.

## Biographie
Eichler suit une formation dans le commerce. Il est secrétaire du philosophe Leonard Nelson, fondateur de l'Internationalen sozialistischen Jugendbund (Association internationale de la jeunesse socialiste) (IJB) de 1923 à 1927. De juin 1922 à juin 1923, il participe aux préparatifs de la Landerziehungsheim Walkemühle, un autre projet de Nelson en collaboration avec Minna Specht. Eichler rejoint le SPD en 1923, mais restant fidèle à Nelson, il en est expulsé en novembre 1925 par une résolution du conseil exécutif fédéral du SPD, car l'appartenance à l'IJB  est incompatible avec l'appartenance au parti. Il est l'un des cofondateurs de l'Internationaler Sozialistischer Kampfbund (ISK) en janvier 1926, qui succède à l'IJB. Après la mort de Nelson en 1927, il devient président de l’ISK. En 1932, il est rédacteur en chef du quotidien Der Funke fondé par l'ISK spécifiquement pour lutter contre le nazisme, dont l'action la plus spectaculaire est le Dringender Appell, soutenu par des artistes et des universitaires bien connus, pour la fusion du SPD et du KPD, pour les élections législatives allemandes de juillet 1932.
Eichler doit être arrêté après l'incendie du Reichstag. Après que son domicile est perquisitionné en absence le 28 février 1933 et qu'une partie considérable de sa littérature est confisquée, Eichler se cache. En novembre 1933, il émigre en France en passant par le territoire du bassin de la Sarre. Au sein du cercle Lutetia de 1935 à 1936, il participe à la tentative de mise en place d'un front populaire contre la dictature hitlérienne depuis l'exil. Il dirige le siège international de l'ISK à Paris et publie les Reinhart-Briefe et l'organe de l'ISK Sozialistische Warte. Il soutient principalement les activités illégales de résistance syndicale des cheminots. En conséquence, les autorités françaises l'expulsent du pays. Il se réfugie au Luxembourg, puis, en janvier 1939, Eichler s'exile en Angleterre, où il retourna au SPD. Vers la fin de son exil à Londres, il travaille avec Susanne Miller qui deviendra son épouse. Il appartient au groupe de contact de l'Union social-démocrate auprès de l'OSS et est membre du conseil d'administration de l'Union des organisations socialistes allemandes en Angleterre et employé de la BBC.
Willi Eichler maintient des contacts étroits avec la Walkemühle Landerziehungsheim et les institutions qui lui succèdent en exil au Danemark et au Royaume-Uni, notamment avec Gustav Heckmann.
Il rentre en Allemagne en 1946 et prend part à la reconstruction du SPD. Il est le président de la section du Rhin moyen, membre de l'exécutif du parti du SPD de 1946 à 1968 et, après la mort de Kurt Schumacher, du comité exécutif. Il est l'un des principaux théoriciens programmatiques du parti et, en tant que président de la commission de préparation du programme de Bad Godesberg , joue un rôle décisif dans sa rédaction et sa mise en œuvre. Plus tard, il est membre à plein temps du conseil d'administration de la Fondation Friedrich-Ebert. Il fonde le journal Geist und Tat qu'il édite jusqu'en 1971 et est le rédacteur en chef du Rheinische Zeitung jusqu'à sa fin en 1951. En outre, de 1945 à 1949, il est rédacteur en chef du Sozialistischen Presse-Korrespondenz. 
Eichler est élu au Landtag de Rhénanie-du-Nord-Westphalie de 1947 jusqu'en mars 1948, il est aussi membre du conseil consultatif de la Zone d'occupation britannique en Allemagne en 1947 et du Conseil économique de la Bizone en 1948. Lors des élections de 1949, il est élu au Bundestag sur la liste du SPD en Rhénanie du Nord-Westphalie et en 1952, il est vice-président de la commission du Bundestag chargée des questions de la presse, de la radio et du cinéma. Il quitte le Bundestag en 1953. De 1950 à 1954, Eichler est membre de l'Assemblée parlementaire du Conseil de l'Europe.